# Palais d'Aspremont (Bratislava)
Le palais d'Aspremont est un palais d'été de style rococo, situé dans le jardin médical de Bratislava au 24, rue Spitalska. Il possède l'un des plus beaux jardins des palais de Bratislava.

## Histoire
En 1769, le comte Jean-Népomucène (Johann Nepomuk) d'Aspremont Lynden achète les champs et jardins sur lesquels il fera construire le palais par l'architecte Johann Joseph Thalherr, un an plus tard. 
En 1781, le palais et ses jardins deviennent la propriété des Esterházy. 
Vers 1862, le palais devint la propriété de l'homme d'affaires Charles Schiffbeck. 
Il abrite aujourd'hui le Département de médecine de l'Université Comenius à Bratislava.